# Rivage

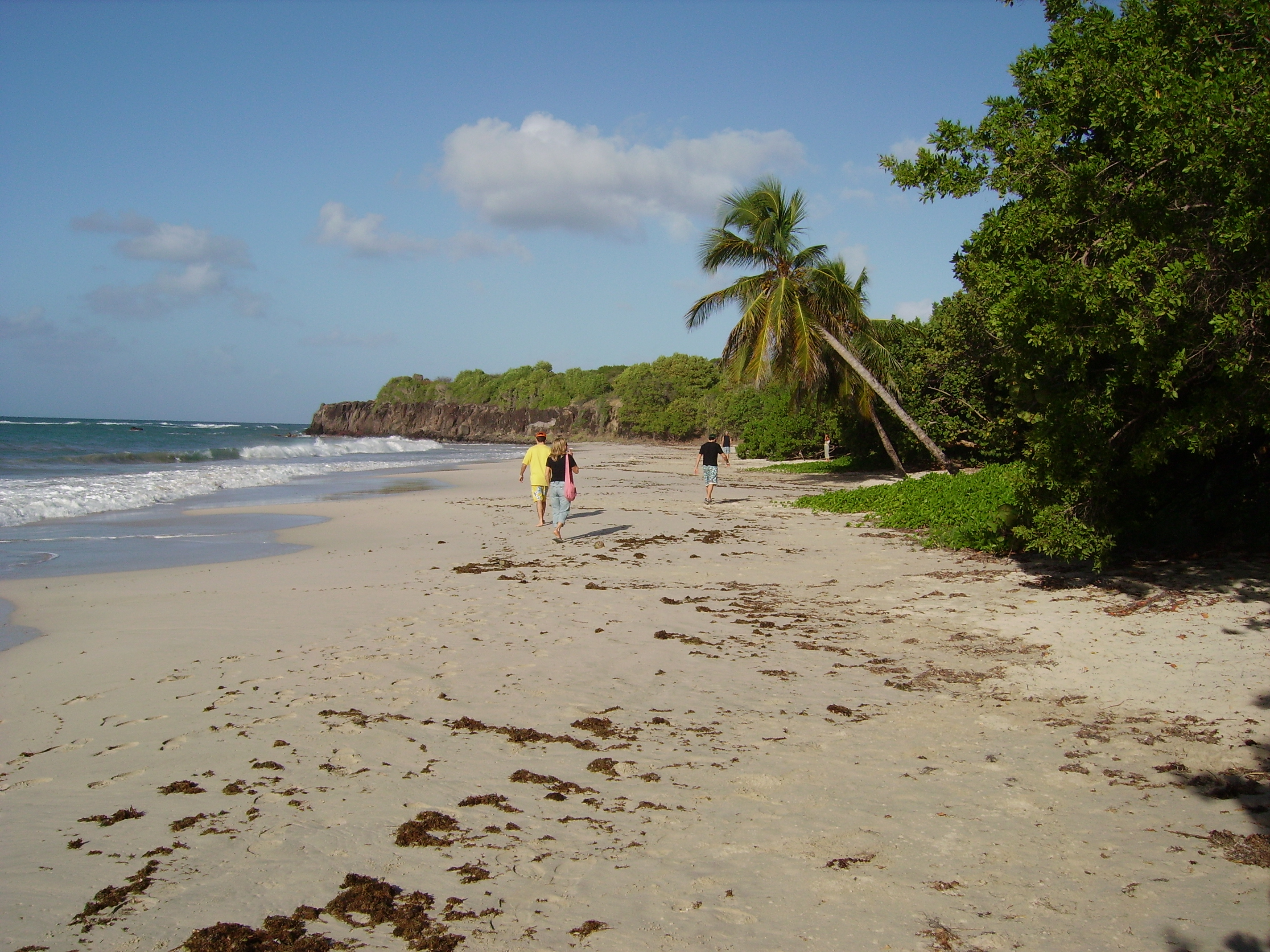
Le rivage de la mer à la Martinique.

Ne pas confondre avec Rive
Pour les articles homonymes, voir Rivage (homonymie).
Le rivage  est la partie de la terre qui borde une mer, la zone limite entre la terre ferme et une étendue d’eau salée, sans que des frontières précises soient géographiquement définies, cette zone fait partie du littoral.
La grande variabilité des rivages est fonction de la composition géologique du secteur, de sa topographie, de son climat. Chaque rivage est ainsi modelé par des facteurs naturels abiotiques (physiques, chimiques) et biotiques (biologiques), ainsi que par des facteurs anthropiques. Plusieurs processus environnementaux, dont l'érosion, la sédimentation, la marée, les vagues, le vent, la végétalisation créent un paysage particulier caractérisé par un écosystème aquatique variable et par une végétation terrestre typique. La localisation du rivage change parfois rapidement, par exemple avec l'élévation du niveau de la mer.
Bien que plage soit synonyme de rivage, le terme se réfère typiquement à des rivages sableux ou composés de galets produits par l’érosion de sols sédimentaires.
Un rivage se caractérise de différentes façons :
- une plage de sable ou de galets ;
- une berge (une bordure plus ou moins abrupte, généralement recouverte) ;
- des marais salants ;
- un quai en métal, en béton ou en bois pour les canaux ;
- des ports ou des quais d'amarrage.

En droit romain, la mer comme les rivages de la mer sont res communis, choses communes: la mer étant commune son rivage qui en est l'accessoire devait avoir le même caractère. On entend par rivage de la mer la partie de la côte que baigne la mer dans ses plus hautes marées est « tittus maris quatenus hibernus fluctus maximus excurrit » en un mot c'est l'estran. Cependant le long de leur territoire les Romains considéraient la côte de la mer comme propriété de l'État attendu qu'elle forme une espèce de dépendance de la terre ferme et le droit public moderne contient une disposition analogue.